# Martinsyde
Martinsyde fue una empresa constructora británica de aviones y motocicletas que operó entre 1908 y 1922, cuando se vio obligado a liquidarse por un incendio en su fábrica.

## Historia
La empresa se formó por primera vez en 1908 como una sociedad entre H.P. Martin y George Handasyde y fue conocida como Martin & Handasyde. Su monoplano No.1 fue construido entre 1908 y 1909 y logró despegar del suelo antes de estrellarse debido a un vendaval. Continuaron construyendo una sucesión de diseños en su mayoría monoplanos, aunque fue un biplano, el S.1 de 1914, el que convirtió a Martin-Handasyde en un exitoso constructor de aviones.
En 1915 rebautizaron la empresa como Martinsyde Ltd y se convirtió en el tercer mayor fabricante de aviones de Gran Bretaña durante la Primera Guerra Mundial, con talleres de vuelo en Brooklands y una gran fábrica en la cercana Woking.

## Motocicletas Martinsyde

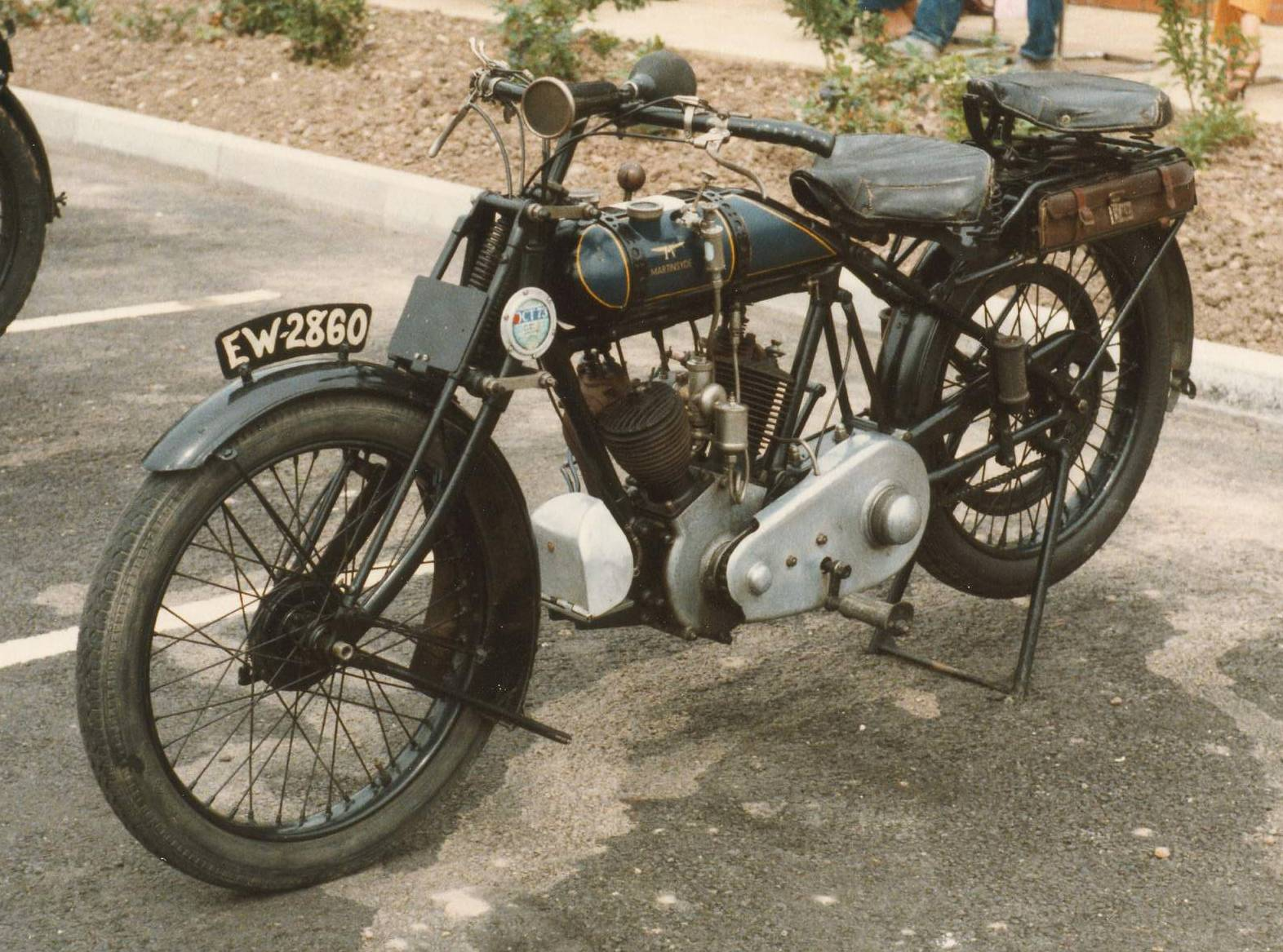
Motocicleta Martinsyde, 1922, modelo C, 498 cc.

Martinsyde comenzó a fabricar motocicletas a partir de 1919, después de comprar los derechos de los diseños de motores de Howard Newman, que incluían un monocilíndrico de 350 cc y un bicilíndrico en V de 677 cc con un diseño inusual de escape sobre la admisión.
El motor 680 estaba montado en un bastidor de tipo diamante con horquillas Brampton. Martinsyde tuvo que superar problemas con los componentes antes de poder lanzar su nueva gama, inicialmente bajo el nombre comercial de Martinsyde-Newman, hasta que el tercer socio, Newman, abandonó la empresa (Newman también participó en la fabricación y el diseño de las motocicletas Ivy). La motocicleta con el bicilíndrico en V tenía un cambio de marchas manual y una caja de cambios de tres velocidades construida bajo licencia de AJS. El motor de Martinsyde era muy flexible y se hizo popular en las competiciones de pruebas todoterreno, donde los monocilíndricos rápidamente ganaron reputación por su fiabilidad, en Brooklands, donde Martinsyde ganó el premio por equipos en 1922, y en el Scottish Six Days Trial.
Las motocicletas Martinsyde se ofrecieron con sidecars y a la Martinsyde 680 le siguió una modelo 500 cc en 1920, con una versión deportiva en 1921. En 1922, Martinsyde produjo un motor bicilíndrico en V deportivo de 738 cc, llamado Quick Six, que producía 16 kW (22 hp) y era capaz de alcanzar los 130 km/h. El motor presentaba el escape superior y la admisión de válvulas laterales habituales de la compañía, pero con pistones Ricardo, volantes de inercia equilibrados con precisión, todas las piezas recíprocas aligeradas, bielas de acero al níquel mecanizadas por todas partes y una caja de cambios de tres velocidades de relación corta. Martinsyde estaba experimentando con nuevos diseños, incluido un mecanismo de válvulas controlado por ballestas, cuando su fábrica de Woking fue destruida por un incendio en 1922, lo que obligó a la empresa a liquidarse después de producir más de 2000 motocicletas. Los derechos de fabricación de motocicletas de Martinsyde fueron adquiridos por Bat Motor Manufacturing Co. Ltd, que produjo una serie de motocicletas de dos cilindros en 1924 y 1925, antes de finalizar la producción.

## Aviones Martinsyde

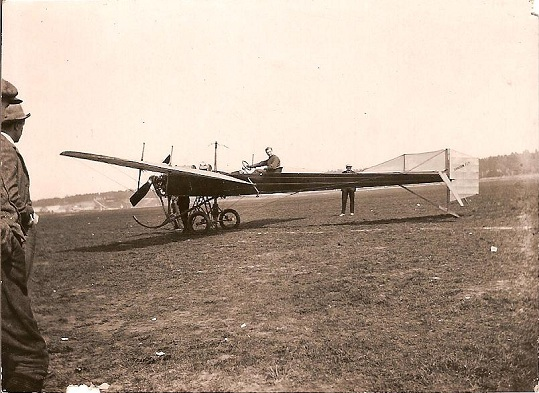
Martin-Handasyde No.4B Dragonfly, 1911 en Brooklands.

Los aviones diseñados por Martinsyde incluían:
- Martin-Handasyde No.3: avión deportivo, 1910.
- Martinsyde S.1: avión de reconocimiento monoplaza, 1914.
- G.100 y G.102 "Elephant": aviones de reconocimiento a partir de 1915, 271 construidos.
- Martinsyde RG
- Martinsyde F.1
- Martinsyde F.2
- Martinsyde F.3: diseño de capital privado con motor Rolls-Royce Falcon, del que sólo se fabricaron unos pocos debido a la falta de motores disponibles.
- Martinsyde F.4 Buzzard: caza, el F.3 con motor Hispano-Suiza.
- Martinsyde Semiquaver: avión de carreras.

Posteriormente, la Aircraft Disposal Company (ADC) construyó varios fuselajes excedentes de Buzzard con un nuevo motor, el radial Armstrong Siddeley Jaguar, y los vendió como Martinsyde ADC.1 en 1924. La ADC también realizó un desarrollo del F.4: se produjeron dos ADC Nimbus como prototipos. La empresa también fabricó los aviones B.E.2c y S.E.5a bajo subcontrato.